# Palookaville (album)
Palookaville è un album studio del disc jockey Fatboy Slim, pubblicato nell'ottobre del 2004.

## Tracce
1. Don't Let The Man Get You Down – 4:01 (Norman Cook/Les Emmerson)
2. Slash Dot Dash – 2:53 (Norman Cook)
3. Wonderful Night (Norman Cook/Lateef) – featuring Lateef
4. Long Way From Home – 4:44 (Norman Cook/Moody) – featuring Jonny Quality
5. Put It Back Together – 4:36 (Norman Cook/Damon Albarn) – featuring Damon Albarn
6. Mi Bebé Masoquista – 4:26
7. Push And Shove – 4:27 (Norman Cook/Justin Robertson) – featuring Justin Robertson e Sharon Woolf
8. North West Three – 4:30 (Norman Cook/Beverley Martyn)
9. The Journey – 4:36 (Norman Cook/Lateef) – featuring Lateef
10. Jin Go Lo Ba – 4:40 (Olatunji)
11. Song For Chesh – 4:19 (Norman Cook)
12. The Joker – 5:21 – featuring Bootsy Collins

## Singoli
- Slash Dot Dash (2004)
- Wonderful Night (2004)
- The Joker (2005)
- Don't Let The Man Get You Down (2005)